# Мікейла Скіннер
Мікейла Скіннер (англ. Mykayla Skinner; нар. 9 грудня 1996, Гілберт, штат Аризона, США) — американська гімнастка. Срібна призерка Олімпійських ігор в Токіо, Японія, в опорному стрибку. Дворазова чемпіонка світу в командній першості, бронзова призерка чемпіонату світу в опорному стрибку.

## Біографія
Народилась в родині Кріса та Кім Скіннерів, має брата Джеремі та сестер Челсі та Кейт.
В 2015 році завершила школу та була зарахована до університету Юти. Взяла академвідпустку для підготовки до Олімпійських ігор 2016 року в Ріо, Бразилія.
Після трьох років виступу за студентську команду «Червоні скелі» університету Юти взяла академічну відпустку для підготовки до Олімпійських ігор 2020 в Токіо, по завершенню яких планує завершити останній рік навчання в університеті та створити родину з Джонасом Хармером.
Має власний канал на youtube, де розповідає про підготовку до ОІ.

## Спортивна кар'єра
Старші сестри Челсі та Кейт відвідували секцію спортивної гімнастики, Мікейла бажала бути схожою на них.
2017-2018
Виступала виключно в студентській лізі.

#### 2021
На чемпіонаті США за підсумками двох днів посіла дев'яте місце в багатоборстві та була другою в опорному стрибку. Успішно кваліфікувалась на олімпійські випробовування.
На олімпійських випробовуваннях за сумою двох днів продемонструвала п'ятий результат в багатоборстві та другий в опорному стрибку. Рішенням тренерського штабу була оголошена володаркою неіменної індивідуальної ліцензії на Олімпійські ігри в Токіо, Японія.
На Олімпійських іграх в Токіо, Японія, де виступала в ранзі індивідуальної гімнастики, продемонструвала одинадцятий результат в багатоборстві (четверта в команді США) та четверте в опорному стрибку (третя в команді США). Після зняття через ментальні проблеми Сімони Байлс з фіналу опорного стрибка потрапила до фінальної стадії змагань, де з результатом 14,916 балів здобула сріблу нагороду.

## Результати на турнірах
| Рік  | Змагання                         | КБ | ІБ | Опорний стрибок | Різновисокі бруси | Колода | Вільні вправи |
| ---- | -------------------------------- | -- | -- | --------------- | ----------------- | ------ | ------------- |
| 2014 | Панамериканські ігри             | 1  | 1  | 1               |                   |        | 1             |
| 2014 | Чемпіонат світу                  | 1  |    | 3               |                   |        | 4             |
| 2015 | American Cup                     |    | 2  |                 |                   |        |               |
| 2015 | Чемпіонат світу                  | 1  |    |                 |                   |        |               |
| 2016 | Кубок світу. Глазго              |    | 1  |                 |                   |        |               |
| 2019 | Чемпіонат США                    |    | 8  | 3               |                   |        | 5             |
| 2019 | Табір відбору на чемпіонат світу |    | 4  |                 |                   |        |               |
| 2021 | Американська класика             |    | 10 | 1               |                   |        |               |
| 2021 | Чемпіонат США                    |    | 9  | 2               |                   |        |               |
| 2021 | Олімпійське випробовування       |    | 5  | 2               |                   | 7      | 7             |
| 2021 | Олімпійські ігри                 |    |    | 2               |                   |        |               |